# Конфино, Михаэль
Михаэль Конфино (1926—2010) — специалист по истории России XVIII — начала XX веков.

## Биография
Конфино родился в Софии, Болгария. Он получил высшее образование в Софийском университете и переехал в Израиль в 1948 году, где продолжил свое обучение в Еврейском университете в Иерусалиме, а затем и в Практической школе высших исследований в Париже. Конфино получил степень доктора философии в Сорбонне.
В 1959 году он стал преподавателем Еврейского университета Иерусалима, где в 1964 создал и возглавил кафедру русских и славянских исследований. С 1970 года Конфино — профессор Тель-Авивского университета, где в 1971 году основал Институт изучения России и Восточной Европы, которым руководил до 1977 года. С 1980 по 1985 год Конфино работал приглашенным профессором в Стэнфордском университете, Гарварде, университете Дьюка, Чикагском университете и других, включая учреждения в Европе.
Конфино специализировался на изучении истории России и проблем аграрного сравнительного анализа социальной структуры Европы при различных режимах (прошлых и нынешних). Он был членом Израильской Академии естественных и гуманитарных наук. В 1993 году Конфино был удостоен Премии Израиля в области истории, а в 2003 году — премии ЭМЕТ в области искусства, науки и культуры.